# Challenger de Salzburg
El Salzburg Open es un torneo profesional de tenis. Pertenece al ATP Challenger Tour. Se juega desde el año 2021 sobre pistas de tierra batida, en Salzburg, Austria.

## Palmarés

### Individuales
| Año  | Campeón         | Finalista      | Resultado     |
| ---- | --------------- | -------------- | ------------- |
| 2021 | Facundo Bagnis  | Federico Coria | 6–4, 3–6, 6–2 |
| 2022 | Thiago Monteiro | Norbert Gombos | 6–3, 7–6(2)   |
| 2023 | Sebastian Ofner | Lukas Neumayer | 6–3, 6–2      |

### Dobles
| Año  | Campeones                         | Finalistas                                  | Resultado        |
| ---- | --------------------------------- | ------------------------------------------- | ---------------- |
| 2021 | Facundo Bagnis Sergio Galdós      | Robert Galloway Alex Lawson                 | 4–6, 6–3, [10–5] |
| 2022 | Nathaniel Lammons Jackson Withrow | Alexander Erler Lucas Miedler               | 6–5, 5–7, [11–9] |
| 2023 | Andrey Golubev Denys Molchanov    | Anirudh Chandrasekar Vijay Sundar Prashanth | 6–4, 7–6(8)      |